# Rudolf Stucken
Rudolf Stucken (* 17. März 1891 in Hamburg; † 26. Oktober 1984 in Bad Soden am Taunus) war ein deutscher Wirtschaftswissenschaftler.

## Leben

### Familie und Ausbildung
Der evangelisch getaufte, gebürtige Hamburger Rudolf Stucken, Sohn des Geschäftsmannes Wilhelm Stucken und dessen Ehegattin Anna geborene Telge, studierte nach dem Abitur Staatswissenschaften sowie Maschinenbau an der Ludwig-Maximilians-Universität München, der Albert-Ludwigs-Universität Freiburg, der Friedrich-Wilhelms-Universität Berlin und der Christian-Albrechts-Universität zu Kiel, wo er 1920 zum Dr. sc. pol. promoviert wurde.
Rudolf Stucken heiratete im Jahre 1923 Marianne geborene Grothe. Dieser Ehe entstammten die Söhne Dieter und Harald. Er verstarb im November 1984 in seinem 94. Lebensjahr in Bad Soden am Taunus.

### Beruflicher Werdegang
Rudolf Stucken übernahm Anfang 1921 die Leitung des Nachrichtenamtes der Freien und Hansestadt Lübeck, die er bis Ende 1923 innehatte. Im Folgejahr habilitierte er sich als Privatdozent für Wirtschaftliche Staatswissenschaften an der Universität Kiel, 1927 wurde er zum außerordentlichen Professor der Nationalökonomie, Finanzwissenschaft sowie Statistik an der Universität Erlangen berufen. 1933 wechselte er als Ordinarius für Wirtschafts- und Sozialwissenschaften an die Friedrich-Schiller-Universität Jena. Dort wurde 1934 das Thüringen-Kondor der Nordischen Gesellschaft vom NSDAP-Gauleiter Fritz Sauckel ins Leben gerufen und Stucken als Geschäftsführer eingesetzt. 1935 übersiedelte er als Ordinarius für Wirtschafts- und Sozialwissenschaften an die Universität Hamburg, 1939 kehrte er als ordentlicher Professor für Volkswirtschaftslehre und Finanzwissenschaft an die Universität Erlangen zurück, 1958 wurde er emeritiert. 
Der 1961 mit dem Großen Bundesverdienstkreuz Ausgezeichnete trat insbesondere durch Abhandlungen betreffend die Themenbereiche Geld und Kredit, Konjunkturlehre und Finanzwissenschaft hervor.

## Publikationen
- Theorie der Konjunkturschwankungen. G. Fischer, Jena, 1926
- Die wertbeständigen Anleihen in finanzwirtschaftlicher Betrachtung. Duncker & Humblot, München, Leipzig, 1924
- Die Konjunkturen im Wirtschaftsleben. G. Fischer, Jena, 1932
- Liquidität der Banken. in: Schriften der Akademie für deutsches Recht. Gruppe Wirtschaftswissenschaft, Nr. 3, Duncker & Humblot, Berlin, 1940
- Geld und Kredit. Mohr, Tübingen, 1949
- Besonderheiten der Geld- und Kreditpolitik in Westdeutschland und ihre konjunkturpolitische Bedeutung. in: Ifo-Institut für Wirtschaftsforschung.; Sonderschrift, Duncker & Humblot, Berlin, 1954
- Ägypten und Syrien, Entwicklungsbedingungen und Entwicklungschancen. Berlin, 1960
- Entwicklungsbedingungen und Entwicklungschancen der Republik Sudan. in: Schriften des Vereins für Socialpolitik, Gesellschaft für Wirtschafts- und Sozialwissenschaften, n.F., Bd. 28., Duncker & Humblot, Berlin, 1963
- Deutsche Geld- und Kreditpolitik, 1914 bis 1963. Mohr, Tübingen, 1964
- Was stimmt nicht mit unserem Geld?. Wegner, Hamburg, 1967